# Комшије (2. сезона)
Друга сезона серије Комшије је емитована од 6. марта до 5. јуна 2016. године и броји 12 епизода.

## Опис
Трудна Гордана је прешла да живи код Здравковића и њене животне навика наилазе на одобравање њених домаћина. Гордана предлаже Здравковићима да, кад већ не могу да имају своју бебу, усвоје њену. Милица се двоуми са тим предлогом, док се Иван одлучно противи томе. Миланче предлаже Јели да се наметне Чомбету, не би ли се и она, као што је то успело Анчи, озбиљно упустила у естрадну каријеру. Такође, заплет се гради на узбудљивој причи о Машанововом стрицу Луки и нерашчишћеним породичним односима између Черовића, Јовановића и покојног газда Томе.

## Улоге

### Главне
- Небојша Илић као Иван Здравковић
- Милица Михајловић као Милица Здравковић
- Милутин Мима Караџић као Машан Черовић
- Ања Мит као Анђелија „Анчи” Черовић
- Милош Самолов као Сима Јовановић
- Наташа Марковић као Нада Јовановић
- Урош Јовчић као Миланче

### Епизодне
- Милена Дравић као Бранислава Здравковић
- Оливера Бацић као Јела Черовић
- Милена Дракулић као Ружа Јовановић
- Немања Лукић као Урош Јовановић
- Страхиња Азарић као Стефан Јовановић
- Маја Шаренац као Јасмина Бунош
- Немања Оливерић као Поштар Миле
- Христина Поповић као Гордана „Гоца” Грга
- Петар Бенчина као Чомбе
- Танасије Узуновић као Старац Сава
- Бојан Стојчетовић као Средоје
- Милица Мајкић као Мара

## Епизоде
| Бр. у серији | Бр. у сезони | Назив             | Редитељ       | Сценариста                       | Пpемијерно емитовање |
| --- | ------------ | ----------------- | ------------- | -------------------------------- | -------------------- |
| 1 | 14           | Подстанар         | Милан Караџић | Мила Машовић и Владимир Ђурђевић | 6. март 2016.        |
| Заплет се гради на узбудљивој причи о Машанововом стрицу Луки и нерашчишћеним породичним односима између Черовића, Јовановића и покојног газда Томе. |              |                   |               |                                  |                      |
| 2 | 15           | Писмо             | Милан Караџић | Мила Машовић и Владимир Ђурђевић | 13. март 2016.       |
| Трудна Гордана је прешла да живи код Здравковића и њене животне навика наилазе на одобравање њених домаћина. Гордана предлаже Здравковићима да, кад већ не могу да имају своју бебу, усвоје њену. Милица се двоуми са тим предлогом, док се Иван одлучно противи томе. Миланче предлаже Јели да се наметне Чомбету, не би ли се и она, као што је то успело Анчи, озбиљно упустила у естрадну каријеру.                  |              |                   |               |                                  |                      |
| 3 | 16           | Пакет             | Милан Караџић | Мила Машовић и Владимир Ђурђевић | 20. март 2016.       |
| У кући здравковића је завладала права узбуна јер им је стигло писмо да су се неправним путем уселили у кућу и да морају за две недеље да је напусте. Њихове комшије, Сима и Нада, су грешком добили пошиљку ајфона и размишљају да ли да их продају и зараду задрже за себе. Да би им та намера успела, морају да убеде Џигија, човека који им набавља робу за препродају, да ајфони нису код њих.                       |              |                   |               |                                  |                      |
| 4 | 17           | Дедин кључ        | Милан Караџић | Мила Машовић и Владимир Ђурђевић | 27. март 2016.       |
| Здарвковићи су се смирили јер су добили податак из суда да не могу тек тако да их избаце, али ипак покушавају да сазнају ко је прави власник куће. |              |                   |               |                                  |                      |
| 5 | 18           | Завера            | Милан Караџић | Мила Машовић и Владимир Ђурђевић | 10. април 2016.      |
| Сима је склонио ајфоне који су грешком доспели у његове руке у подрум Здравковића. Нада, Симина жена, верује да су у нестанак ајфона умешани духови, па помоћу магије покушава да дође до њих. |              |                   |               |                                  |                      |
| 6 | 19           | Тајна фотографије | Милан Караџић | Мила Машовић и Владимир Ђурђевић | 17. април 2016.      |
| Здравковићи мисле да је неки провалник ушао у њихов подрум. Изударају провалника, али убрзо утврђују да је то комшија Сима, који је дошао да провери да ли се ту још увек налази роба коју је сакрио. Сима је у подруму пронашао фотографију мистериозне лепе жене и убрзо се комшије заинтересују за њен идентитет. |              |                   |               |                                  |                      |
| 7 | 20           | Шал               | Милан Караџић | Мила Машовић и Владимир Ђурђевић | 1. мај 2016.         |
| Због коцкарских дугова Чомбе је изгубио поверење свог брата, што лоше утиче на Анчину певачку каријеру. Код Здравковића је дошао адвокат Атанацковић који им је рекао да ће морати да иду на суд уколико не прихвате његову понуду-вратиће им уложени новац, а они ће се иселити из куће. Симина деца се на обали упознају са мистериозним старцем Савом за кога су сељани били уверени да се удавио.                    |              |                   |               |                                  |                      |
| 8 | 21           | Истеривање духова | Милан Караџић | Мила Машовић и Владимир Ђурђевић | 8. мај 2016.         |
| Старији брат Шапић је вратио Чомбетове коцкарске дугове и двоуми се да ли да настави са протежирањем Анчине певачке каријере. С'друге стране, Анчи је одлучна да на себе преузме тај коцкарски дуг. Код Здравковића, Милица и Гордана су уверене да се у подруму налазе утваре, па уз помоћ Надине влашке магије покушавају да их истерају одатле.                                                                       |              |                   |               |                                  |                      |
| 9 | 22           | Дунавска утвара   | Милан Караџић | Мила Машовић и Владимир Ђурђевић | 15. мај 2016.        |
| Сима је нашао власнички лист од куће Здравковића, што може да доведе у питање легалност њиховог боравка у кући. Старији брат Шапић је пронашао певачицу која ће да замени Анчи. То доводи до конкуренције на телевизији, па Шапићи хоће да организују надметање у певању Анчи и конкуренткиње. Иван и Милица Здравковић хоће да се посвете себи, али стиже Иванова мама.                                                 |              |                   |               |                                  |                      |
| 10 | 23           | Машанов сан       | Милан Караџић | Мила Машовић и Владимир Ђурђевић | 22. мај 2016.        |
| Машан хоће да спречи Анчи да направи провокативне фотографије за мушки магазин. Новој певачици, конкуренткињи Анчи, допада се Чомбе у кога је Анчи заљубљена. Инспектор испитује поштара Милета за украдене ајфоне које су Милету дали Нада и Сима. Миле саопштава списатељици Гордани, која носи његово дете, да хоће да се ожени Јасмином, власницом кафане.                                                           |              |                   |               |                                  |                      |
| 11 | 24           | Власнички лист    | Милан Караџић | Мила Машовић и Владимир Ђурђевић | 29. мај 2016.        |
| Јасмина, власница кафане, хоће да прода власнички лист мистериозним људима који сматрају да полажу право на посед куће Здравковића. Њихов адвокат прети Здравоквићима јер су они одлучни у томе да остану у кући. Здравковићи мисле да оне који хоће да их избаце највише занима шта се крије у подруму те куће. С'друге стране, музичари су добили инструкције од власника телевизије да упропасте певачки наступ Анчи. |              |                   |               |                                  |                      |
| 12 | 25           | Сестре Черовић    | Милан Караџић | Мила Машовић и Владимир Ђурђевић | 5. јун 2016.         |
| Криминалци су претукли адвоката јер није успео да убеди Здравковиће да им препусте кућу. У нади да ће их заплаштит, опколили су њихову кућу. Анчи се љути на своју полусестру Јелу јер се она стално меша у њен живот. Таксиста Машан признаје Гордани која осећања гаји према њој и спреман је да преузме бригу о детету које она чека.                                                                                 |              |                   |               |                                  |                      |